# NGC 2050
NGC 2050 ist ein Offener Sternhaufen im Sternbild Schwertfisch (Dorado) in der Großen Magellanschen Wolke. Er hat eine Winkelausdehnung von 1,0' und eine scheinbare Helligkeit von 9,5 mag. 
Das Objekt wurde zwischen 1834 und 1835 von John Herschel entdeckt.